# Prueba rápida de estreptococos
La prueba rápida de estreptococos (RST por sus siglas en inglés) es una prueba de detección rápida de antígenos (RADT por sus siglas en inglés) que se utiliza ampliamente en las clínicas para ayudar en el diagnóstico de la faringitis bacteriana causada por estreptococos del grupo A (GAS), a veces denominada faringitis estreptocócica. En la actualidad se utilizan varios tipos de pruebas rápidas para estreptococos, cada una de las cuales emplea una tecnología distinta. Sin embargo, todas funcionan detectando la presencia de GAS en la garganta de una persona mediante la respuesta a antígenos específicos de GAS en un frotis faríngeo.

## Uso médico
Una prueba rápida de estreptococos puede ayudar al médico a decidir si debe recetar un antibiótico a una persona con faringitis, una infección común de la garganta. Las infecciones víricas son responsables de la mayoría de las faringitis, pero una proporción significativa (del 20% al 40% en niños y del 5% al 15% en adultos) está causada por una infección bacteriana. Los síntomas de la infección vírica y bacteriana pueden ser indistinguibles, pero sólo la faringitis bacteriana puede tratarse eficazmente con antibióticos. Dado que la principal causa de faringitis bacteriana es el GAS, la presencia de este organismo en la garganta de una persona puede considerarse una condición necesaria para prescribir antibióticos. La faringitis por GAS es una infección autolimitada que suele resolverse en una semana sin medicación. Sin embargo, los antibióticos pueden reducir la duración y la gravedad de la enfermedad y disminuir el riesgo de ciertas complicaciones poco frecuentes pero graves, como la cardiopatía reumática.
Los RST también pueden tener un beneficio para la salud pública. Además de los efectos secundarios indeseables en las personas, se cree que el uso inadecuado de antibióticos contribuye al desarrollo de cepas de bacterias resistentes a los fármacos. Al ayudar a identificar la infección bacteriana, las RST pueden contribuir a limitar el uso de antibióticos en enfermedades víricas, en las que no son beneficiosos.
Algunas directrices clínicas recomiendan el uso de las RST en personas con faringitis, pero otras no. Las directrices estadounidenses son más favorables a su uso que sus equivalentes europeas. El uso de RST puede ser más beneficioso en el tercer mundo, donde las complicaciones de la infección estreptocócica son más prevalentes, pero su uso en estas regiones no ha sido bien estudiado.
El cultivo microbiano a partir de un frotis faríngeo es una alternativa fiable y asequible a las RST que presenta una sensibilidad y especificidad elevadas. Sin embargo, un cultivo requiere instalaciones especiales y suele tardar 48 horas en dar un resultado, mientras que una RST puede dar un resultado en varios minutos.

## Procedimiento
Primero se frota la garganta de la persona para recoger una muestra de mucosidad. En la mayoría de las RST, esta muestra de mucosidad se expone a un reactivo que contiene anticuerpos que se unen específicamente a un antígeno del GAS. Un resultado positivo se manifiesta mediante una reacción visible. Hay tres tipos principales de RST: En primer lugar, una prueba de fijación de látex, que se desarrolló en la década de 1980 y está en gran medida obsoleta. Emplea perlas de látex cubiertas de antígenos que se aglutinan visiblemente alrededor de los anticuerpos del GAS si éstos están presentes. En segundo lugar, una prueba de flujo lateral, que es actualmente la RST más utilizada. La muestra se aplica a una tira de película de nitrocelulosa y, si hay antígenos de GAS presentes, éstos migrarán a lo largo de la película para formar una línea visible de antígeno unido a anticuerpos marcados. En tercer lugar, el inmunoensayo óptico es la prueba más reciente y costosa. Consiste en mezclar la muestra con anticuerpos marcados y después con un sustrato especial sobre una película que cambia de color para señalar la presencia o ausencia del antígeno del GAS.

## Interpretación
La especificidad de las RST para la presencia de GAS es de al menos el 95%, y algunos estudios han encontrado una especificidad cercana al 100%. Por lo tanto, si el resultado de la prueba es positivo, la presencia de GAS es muy probable. Sin embargo, entre el 5% y el 20% de las personas tienen SGA en la garganta sin infección sintomática, por lo que la presencia de GAS en una persona con faringitis no prueba que este organismo sea el responsable de la infección. La sensibilidad de las RST de flujo lateral es algo baja, del 65% al 80%. Por lo tanto, un resultado negativo de una prueba de este tipo no puede utilizarse para excluir la faringitis por GAS, una desventaja considerable en comparación con el cultivo microbiano, que tiene una sensibilidad del 90% al 95%. Sin embargo, se ha descubierto que las RST de inmunoensayo óptico tienen una sensibilidad mucho mayor, del 94%.
Aunque una RST no puede distinguir la infección por GAS del transporte asintomático del microorganismo, la mayoría de las autoridades recomiendan el tratamiento antibiótico en caso de resultado positivo de una RST en una persona con dolor de garganta. Las directrices estadounidenses recomiendan realizar un cultivo microbiano tras un resultado negativo, mientras que las directrices europeas sugieren confiar en la RST negativa.